# Gare de Penne (Lot-et-Garonne)
Gare de Penne vasútállomás Franciaországban, Penne-d'Agenais településen.

## Vasútvonalak
Az állomást az alábbi vasútvonalak érintik:
- Niversac-Agen-vasútvonal

## Kapcsolódó állomások
A vasútállomáshoz az alábbi állomások vannak a legközelebb:
- Gare de Trentels-Ladignac
- Gare de Laroque